# Buon Tan
Pour les articles homonymes, voir Tan.
Buon Tan, né le 10 mars 1967 à Phnom Penh (royaume du Cambodge), est un homme politique et homme d'affaires français.
Membre de La République en marche, il est député de Paris pour la XVe législature de l'Assemblée nationale, de 2017 à 2022. Il est notamment connu pour ses activités en faveur du développement des liens entre la France et la République populaire de Chine.

## Biographie

### Enfance et activité professionnelle
Buon Huong Tan naît en 1967, au sein de la communauté chinoise du Cambodge. 
Il se réfugie en France en 1975 avec ses parents et ses deux sœurs, tandis qu'une partie de sa famille subit les travaux forcés du régime des Khmers rouges. Il habite à Tours puis rejoint Paris où il grandit dans le 13e arrondissement. Il poursuit ses études au lycée Henri-IV. À la fin des études en informatique de gestion, il rejoint ses deux sœurs pour travailler dans l'entreprise familiale créée par leur père, qui après une première échoppe rue des Bernardins a finalement bâti de solides affaires au Kremlin-Bicêtre. Il devient une personnalité connue et respectée de la communauté chinoise de Paris. La famille ouvre le plus grand restaurant chinois d'Europe de l'époque tout en développant le commerce du thé ; Buon Tan est la quatrième génération à perpétuer la tradition familiale. Il développera le marché de la grande distribution et lancera « L'Empire des Thés ».
Selon sa déclaration à la Haute Autorité pour la transparence de la vie publique, Buon Tan possède des participations dans 21 sociétés civiles immobilières, ainsi que la moitié du capital de TSN, société d'import-export de thé créée par son père, l'ensemble étant évalué à plusieurs millions d'euros. 
Son beau-frère Huang Chun est pour sa part un magnat des médias chinois en Occident, et dirige notamment le magazine d’influence Vision Chine, qui prétend offrir la vision « réelle » du pays au lectorat français.

### Parcours politique

#### Conseiller de Paris
Parallèlement, il s’investit dans la vie associative, puis dans la vie politique : il est élu adjoint au maire du 13e arrondissement de Paris en 2008, devenant ainsi le premier élu d’origine chinoise de la capitale. Il devient en 2014 conseiller de Paris.
Il contribue à la mise en place de la filière internationale de langue chinoise dans les écoles du 13e arrondissement de Paris, lance le projet de médecine traditionnelle chinoise (MTC), lance les célébrations de la fête de la Lune et le festival des musiques asiatiques avec Jérôme Coumet, soutient la création de zone touristique internationale (ZTI) dans son arrondissement et aide les PME françaises à s’exporter en Asie. Ses apports sont reconnus et en 2013, Buon Tan est nommé conseiller du commerce extérieur par décret. Il est renouvelé dans ses fonctions en 2016.

#### Activité nationale
De 2013 à 2017, il accompagne le président de la République, les Premiers ministres, ainsi que plusieurs ministres du Commerce extérieur et du Tourisme dans leurs visites officielles en Asie.
En 2015, Buon Tan fonde le Haut Conseil des Asiatiques de France (HCAF), une plate-forme apolitique fédérant les Français originaires des pays d’Asie : « Chine, Inde, Japon, Thaïlande, Vietnam, Cambodge, Laos, Corée du Sud, Bangladesh, Sri Lanka, Philippines, Indonésie, Malaisie… ». L'objectif est de mettre en valeur leur contribution en France, de chercher des solutions à leur problème commun et de permettre qu'ils soient reconnus.
Il est élevé au grade de chevalier de l’ordre de la Légion d’honneur en 2016 et décoré par le président de la République.

#### Activités parallèles
Buon Tan est président d’honneur de l’Amicale des Teochew en France (du nom d'une petite communauté chinoise méridionale, connue dans les années 1980 pour avoir dirigé un important trafic d'héroïne). 
Buon Tan est également un proche de Jean-Marie Le Guen, ancien élu socialiste reconverti dans les affaires avec la Chine (il siège désormais au conseil d’administration du groupe Huawei après avoir travaillé pour le conglomérat chinois HNA), qui lui a permis de rencontrer le président François Hollande. Ils siègent ensemble au Haut Comité français pour la résilience nationale, un cabinet privé assez opaque qui « réfléchit aux questions de sécurité » et se livre à des activités de lobbying, et relève selon une source sécuritaire du « parasitisme parlementaire ».

#### Controverse
Ancien président du Conseil représentatif des associations asiatiques de France, il est écarté de sa fonction en raison de sa gestion « très personnelle et autoritaire » (qui lui vaut d'être visé par une enquête préliminaire pour abus de confiance). Son ancienne collaboratrice se souvient d'un « homme très controversé dans la communauté asiatique, qui n’a honte de rien ». Il fait l'objet d'une enquête préliminaire pour détournement de fonds.  Il se défend en dénonçant une manœuvre politique à l’initiative de son ancienne collaboratrice Jackie Troy, qui serait un soutien affiché du parti Les Républicains[source insuffisante]. La plainte a été classée sans suite.

#### Député de laXVelégislature
Issu de la société civile et toujours indépendant, Buon Tan choisit de suivre Emmanuel Macron, en lui donnant son parrainage pour l’élection présidentielle en qualité de conseiller de Paris[réf. nécessaire]. 
En 2016, il se fait remarquer lors des manifestations dénonçant les violences à l'égard de la communauté chinoise, en 2016 Buon Tan s'investit dans la loi « sécurité globale ».
Le 16 mai 2017, Buon Tan est investi par En Marche ! pour porter ses couleurs aux élections législatives. Avec 55,26 % des voix, Buon Tan est élu député de la neuvième circonscription de Paris lors des élections législatives de 2017 sous les couleurs de La République en marche. 
Selon le magazine hebdomadaire L'Obs, lors de la création de cet article Wikipédia le 19 juin 2017 à la suite des élections législatives, des « tentatives de censure » et des interventions « visiblement partisanes » ont été enregistrées.
Le 9 avril 2018, Buon Tan se rend sur le campus de Tolbiac de l'université Panthéon-Sorbonne, situé dans sa circonscription,  alors bloqué par des opposants à la loi relative à l'orientation et à la réussite des étudiants.  Alors qu'il tente de dialoguer avec les bloqueurs, il subit des jets de projectiles et un vol à l'arraché de sa tablette professionnelle.
En août 2018, il cosigne, avec une vingtaine de députés LREM, une tribune dans Le Journal du dimanche qui appelle à « aller plus loin » dans les possibilités d'ouvertures dominicale et en soirée des commerces, en vue de l'examen du projet de la loi relative à la croissance et la transformation des entreprises.
En mai 2022, Buon Tan est investi pour sa réélection par la coalition de la majorité présidentielle, à l'occasion des élections législatives de 2022. En ballotage défavorable face à la candidate de la NUPES, Sandrine Rousseau, il est battu le 19 juin 2022 avec 41,95 % des suffrages exprimés,.

### Liens avec la République populaire de Chine
Au sein de l’Assemblée nationale, il est président du Groupe d’amitié France-Chine. Buon Tan revendique son rôle de liaison entre les deux pays : « La tendance actuelle est au China bashing. La base des problèmes entre deux pays, c’est la mauvaise compréhension l’un de l’autre. Et je peux décrypter beaucoup de choses que mes collègues ne voient pas ». Après les critiques de l'ambassadeur chinois Lu Shaye à l'égard du système de santé français, Buon Tan indique : « Les invectives, dans les deux sens, sont inutiles. Mon travail, c’est de faciliter les choses ». Il est qualifié par Le Monde de « relais d’influence de la Chine à l’Assemblée nationale ».
En 2012, Buon Tan organise une réception pour les médias officiels chinois à l'Assemblée nationale. 
Selon une étude publiée pour le groupe d'expert tchèque Sinopsis, Buon Tan occupe plusieurs fonctions au sein du système du Front uni (Chine). Depuis 2008, il est membre du conseil exécutif de la China Overseas Friendship Association (Association pour l’amitié des Chinois de l’étranger), institution créée par le Parti communiste chinois, fonction qui n'est pas déclarée selon la Haute Autorité pour la transparence de la vie publique (HATVP) consultée par le magazine Le Point début 2022. En septembre 2018, il a également été nommé au sein d'un comité des Chinois d'outre-mer de la All-China Federation of Returned Overseas Chinese. En 2012 et une seconde fois en 2019, Buon Tan a été nommé membre de la Guangdong Public Diplomacy Association, entité subordonnée à la Conférence politique consultative du peuple chinois de la province du Guangdong. En 2017, le site internet de la Western Returned Scholars Association citait Buon Tan comme un membre de son comité de représentants de la diaspora chinoise. 
En 2013, Buon Tan avait participé à la conférence politique consultative du peuple chinois en tant que Chinois d'outre-mer[pertinence contestée]. 
En 2017, l'ambassadeur de Chine en France participe à un événement de la Chaozhou Association of France, dont Buon Tan est le président, pour féliciter Buon Tan pour son élection à l'Assemblée nationale. En décembre 2017, Buon Tan participe au dialogue avec les partis politiques organisé par le département de liaison du comité central du Parti communiste chinois. En janvier 2020, il participe à une visite de jeunes parlementaires français en Chine. La délégation est reçue par le directeur du département de liaison du comité central du Parti communiste chinois à Pékin.
En 2018, selon Le Canard enchaîné il reçoit le Overseas Chinese Newsmaker, prix attribué par le Bureau des Chinois de l’Étranger pour récompenser les Chinois les plus influents[pertinence contestée] au service du régime hors de Chine. 
Lors de la crise du COVID-19, il joue les intermédiaires auprès des autorités chinoises pour accélérer l'acheminement de masques et de matériel de Chine vers le 13e arrondissement de Paris. Il fait livrer 200 000 masques à l’hôpital de la Salpêtrière et selon Le Canard enchaîné  en propose également, en privé, à ses collègues députés ainsi que des kits de tests de dépistage.
D'après Le Monde, Buon Tan aurait « fait l’objet, en 2017, d’une note de renseignement envoyée au président français, Emmanuel Macron, évoquant des risques d’ingérence ».
Le 20 janvier 2022, alors que l'Assemblée nationale vote la proposition de résolution portant sur la reconnaissance et la condamnation du caractère génocidaire des violences politiques systématiques ainsi que des crimes contre l'humanité actuellement perpétrés par la République populaire de Chine à l'égard des Ouïghours (article 34-1 de la Constitution), il est le seul des 175 députés votants à s'opposer à cette résolution (169 votes pour, un contre et cinq abstentions). Buon Tan réfute cautionner la politique chinoise et indique : « Le texte est inopérant, voire contre-productif, il n’aide pas la cause »,,.